# ムラヴァルヅァリ聖堂
ムラヴァルヅァリ聖堂（ムラヴァルヅァリせいどう、グルジア語: მრავალძალი）は、ジョージアのラチャ地方にある11世紀の建築物である。聖ギオルギに捧げられたダルバズリ・エクレシア（単廊式聖堂）で、オニ地区のムラヴァルヅァリ村の近郊に位置する。ムラヴァルヅァリ聖堂は、他に類を見ないレリーフがあることで知られている。ムラヴァルヅァリ聖堂には、過去に歴史的価値の高い品々が保存されており、現在でもその一部が残っている。ジャラールッディーンの兜や、アッバース1世の剣が、その代表例である。1894年、ダルバズリ・エクレシア建築様式の既存部分にドーム構造が付加された建造物へと改築され、西側には鐘塔が増築された。1991年に発生したラチャ地震により、ムラヴァルヅァリ聖堂の既存部分と増築部分の両方が大きく損傷した。2009年、ムラヴァルヅァリ聖堂の修復作業が完了し、元の姿を取り戻した。
私たちは最も神聖で崇拝される場所の一つにいる。すべてのジョージア人はここに来て、ひざまずくべし！—イリア2世総主教のムラヴァルヅァリ訪問時の言葉、1999年10月4日
2018年、ムラヴァルヅァリ聖堂はジョージア政府の決議により、国家指定重要不動産文化財に指定された。

## 歴史
ラチャ地方のムラヴァルヅァリ村の近くには、古くから修道院が存在していた。ムラヴァルヅァリ村から南へ約3キロメートル離れた「チョレヴィの岩山」の端の崖の縁、ハートの形に似た小さな湖「チキ湖」（愛の湖、の意）が見下ろせる場所に、今も苔むした修道院の廃墟がある。この修道院の廃墟を現地の人々は「ナエクレシエヴィ」（聖堂跡）と呼んでいる。修道士たちは何らかの理由でこの「ナエクレシエヴィ」を離れ、クヴィンツィヒの丘の斜面に移動して修道生活を再開したと考えられている。そこには現在、ムラヴァルヅァリの聖ギオルギ聖堂が建っている。
ムラヴァルヅァリの聖ギオルギ聖堂の建立は、1010年にバグラト3世がラチャ公国を設立したことと関連して建立されたと考えられている。この当時、ラチャ地方では大規模な建設活動が行われ、聖堂や修道院、城塞、宮殿が多数建設された。ラチャ地方の代表的な聖堂や修道院はすべてこの時期に建設されており、ニコルツミンダ大聖堂や、パタラ・オニ村、ゼモ・クリヒ村、ヒムシ村の建造物などがその代表例である。
当初のムラヴァルヅァリの聖ギオルギ聖堂は、単廊式のホール型であった。この様式は当時のラチャ地方で典型的なものであり、その大きさは中規模（10.75メートル×6.75メートル）であった。ムラヴァルヅァリの聖ギオルギ聖堂は、その美しさ、洗練された建築様式、彫刻、石碑文、内壁すべてを覆う壁画、アーチやヴォールト、石彫のイコノスタシス、貴重な十字架やイコン、聖堂が所蔵していた手書きの写本、聖堂に寄進された希少な世俗品でも知られていた。
中世の西ジョージア全域には、ムラヴァルヅァリ聖堂の宗教的「権威」に匹敵する宗教施設がほとんど存在しなかった。このことは、オニ地区のソリ村に、ムラヴァルヅァリ聖堂の名にちなんで13世紀に建立された「十字架の修道院」があるという事実からも明らかである。
19世紀、ロシアの総主教代理によってムラヴァルヅァリの修道院は廃止され、小教区の聖堂に転用された。同世紀末の1894年、ムラヴァルヅァリ出身のミヘイル・スヒルトラゼ長司祭は、故郷の聖ギオルギ聖堂の改築を指導した。当初、歴史的な遺構の保存と近代的な信仰施設の整備の間で批判の声も上がったが、最終的には当局と教区長の支援を得て、改築は進行した。この大規模な工事により、ムラヴァルヅァリ聖堂は伝統的な単廊式の建築から、ドームを持つ壮麗な聖堂へと改築・拡張された。新たに建てられた聖堂は、比較的大規模（18.75メートル×13.75メートル）な十字形平面を持つ構造であり、その上には十角形のドームが据えられていた。旧聖堂部分は東側の部分を残して大部分が失われた。
1991年、ラチャ地震により19世紀に増築された聖堂は崩壊し、建設当初から残されていた東側部分なども損傷を受けた。2007年、ジョージア文化省の文化財保護委員会は修復作業に着手した。修復は2009年の秋に完了し、ムラヴァルヅァリ聖堂は以前の姿を取り戻した。

## 語源

雄牛と雌牛の頭部のレリーフ

聖堂はもともと、聖ギオルギに捧げられていたが、なぜ「ムラヴァルヅァリ」と呼ばれるようになったのかは、1894年に『イヴェリア』紙に掲載された記事が伝えている。

口承によれば、タマル女王の治世後、オスマン軍がジョージアに侵攻し、ムラヴァルヅァリ村に到達し、村を破壊することを決定した。
地元の伝説によると、オスマン軍が村から2ヴェルスタ（約2キロメートル）の距離まで接近してきたとき、突然周囲は暗闇に包まれ、霧の帳があたり一面を覆い、オスマン兵は完全に視界を失った。兵士たちは道に迷い、あてもなくさまよい始め、巨大なチョレヴィの岩山に近づいた。その岩山の崖の麓には、ところどころに湿地帯の湖がある。この岩山がチョレヴィの岩山と呼ばれるのは、そのためである。チョレヴィの岩山はムラヴァルヅァリ村を取り囲む帯状の岩崖であり、その高さは40から60サージェンである。チョレヴィの岩山の崖から、数人のオスマン兵が転落した。そして視界を失っていたため、多くの兵士たちが次々と転落していった。ようやく、オスマン兵たちは前に進むとどこかに落ちていくことに気づいた。兵士たちはすぐに立ち止まり、慎重に道を確かめ始めた。その結果、兵士たちは岩山の崖の端に立っており、死が目の前にあったことを理解した。兵士たちはどちらへ向かえばよいのか分からなくなった。兵士たちは「まさに神の采配である。ここにこそ聖ギオルギの聖地があるに違いない」と考えた。
この考えの後、オスマン軍は祈り始めた。
この苦難から私たちを救いたまえ。あなたの偉大さに懇願いたします。私たちは誓いを立てます。あなたの鐘の音が届く限り、鳥一羽すら飛ばしません。
この祈りの後、たちまち霧が晴れ、ムラヴァルヅァリの周囲にも普段の昼間の光が差した。兵士たちが見渡すと、少し離れた場所に聖堂を見つけ、岩山から戻り、その聖堂に向かった。兵士たちはその聖堂の城壁の中で一昼夜を過ごし、こう祈った。「力強き聖ギオルギよ、この苦難から私たちを救い、これほどの奇跡をなすお方であるならば、奇跡を起こしてください。水辺のそばにいるあの雌牛と雄牛を、あなたのこの城壁の中に連れてきてください。そして、あなたの力をさらに私たちに示してください」
この伝説によると、この場所の近くには巨大な雄牛と雌牛が住んでおり、誰もその牛たちを殺すことができなかった。言い伝えでは、神の力によって雄牛と雌牛が聖堂に現れたという。雄牛と雌牛は兵士たちに殺されることを簡単に受け入れた。オスマン兵は牛たちを殺し、この奇跡を記念して、雌牛と雄牛の右角を銀で飾り、角杯としてムラヴァルヅァリ聖堂に寄進した。これらの角杯は今日でもムラヴァルヅァリ聖堂に、古い銀で飾られたまま保存されている。
これほどの奇跡を目にしたオスマン軍は、この聖堂を「ムラヴァルヅァリ」、すなわち「多くの力」と呼ぶようになった。聖堂にちなみ、ムラヴァルヅァリ村もこの名前で呼ばれるようになった。前述の角杯は、現在でも聖堂での祝祭や結婚式で使用される。これらの角杯は、血のような赤い色をしている。多くの人々は、この角がもともと赤い色をしていたとは信じていない。それぞれの角杯は、ほぼ1トゥンギ（約3～8リットル）の容量がある。その角杯でワインを飲むときには、必ず立ち上がり、帽子を脱ぎ、十字を切り、角杯に三度口づけをしてから飲まなければならないと考えている。もしそうしなければ、飲み干すことはできないという。

注目すべきは、19世紀に聖堂が拡張された際、西側の壁にある聖堂の門の上部に、雄牛と雌牛の頭部が浮き彫りにされていることである。この彫刻は、今日でも見ることができる。
また上述の角杯は、1920年にムラヴァルヅァリを訪れた考古学者エクヴティメ・タカイシヴィリが記録をしている。タカイシヴィリは聖堂に保存されている品々を記述する際、銀で飾られた一対の角杯に言及している。マリー・ブロッセの情報によると、これらの角杯には「アレクサンドレ王」の名前が記されている。

## 聖堂に保管されていた品
ムラヴァルヅァリの聖ギオルギ聖堂には、多くの歴史的品々が保存されていた。1934年の春、聖堂は強盗の被害に遭った。歴史学者ギオルギ・ボチョリゼの情報によると、強盗たちはすべての銀製品を持ち去ったという。しかし、ジャラールッディーンの兜、アッバース1世の剣、そして角杯は難を逃れた。

### ジャラールッディーンの兜
ジャラールッディーンの兜に関する情報は、『アミレジビ家の系譜文書』によって伝えられている。この文書によれば、ホラズム・シャー朝のスルタン・ジャラールッディーンがイメレティ地方の国境で、亡命中のジョージア女王ルスダンとその軍勢に大敗を喫したことが明らかになった。このアミレジビ家の系譜文書には次のように記されている。
我らは捧げた。ルスダン女王が自ら我らをペルシア軍との戦いに送り出し、我らが勝利したときのことである。我らは野で戦い、敵を皆殺しにした。我らはスルタン自身の旗と冠を手に入れた。女王は我らに慈悲を与え、我らが願ったものを褒賞として授けてくださった。
注目すべきは、この冠、すなわち鉄製の戦闘用の兜が、敵に対する勝利の証として、すぐにイメレティ全土で名高かったムラヴァルヅァリ修道院に寄進されたという事実である。このことについて、アミレジビ家の系譜文書は「……そして我らはまた、旗をメホイシネ（すなわちウルンボ修道院の生神女イコン）に捧げ、冠はムラヴァルヅァリに捧げた」と記している。
この戦いで敵から奪ったシャーの主要な旗は、「ウルンボ修道院の生神女イコン」に寄進され、後にムラヴァルヅァリ修道院に移された。

### シャー・アッバースの剣
シャー・アッバース1世の剣については、歴史家ヴァフシティ・バグラティオニの大著『ジョージア王国の記述』で記述がある。
このバリの川の上流、山の中にはムラヴァルヅァリの聖ギオルギ聖堂があり、そこには奇跡を起こす大きな金の十字架がある。シャー・アッバース1世はこの聖堂に金で飾られた剣を寄進し、それは今もそこにある。信仰によるものではなく、人々が彼の剣がそこに掛かっていることを知っているからである。
ヴァフシティのこの情報で驚くべきは、ジョージア人の敵であるシャー・アッバース1世が、ムラヴァルヅァリの聖ギオルギ聖堂に自身の剣を寄進したという事実である。これについては、他の資料にも言及がある。シャーの剣の歴史について、歴史家プラトン・イオセリアニは次のように述べている。
シャー・アッバースはルアルサブ王の運命に関する交渉（ゴリ市で行われた）において、イメレティの使節たちがギオルギ・サアカゼに誓いを立てさせる際、イメレティの人々にとって最大の崇拝の対象であるイメレティの村ムラヴァルヅァリにある聖ギオルギと、その奇跡を起こすイコンの名にかけて誓いを行っていたことに気づいた。これを知ったシャーは、イメレティの貴族たちに、イメレティの貴族たちが崇拝する聖堂への贈り物として剣を渡し、この贈り物を聖堂の壁に掛けるよう求めた。
この剣は、1920年代に歴史学者ギオルギ・ボチョリゼが訪れ、「柄が折れたペルシアの剣。柄は金で覆われ、大きな宝石1個、中ほどの宝石31個、小さな宝石14個で飾られている」と記述している。

## レリーフ

### 聖なる戦士

聖なる戦士のレリーフ

東側のファサード、窓の開口部の両側には、聖なる戦士たちが正面を向いて立つ姿のレリーフが施されている。右側には聖ギオルギがおり、その足元にはディオクレティアヌス帝の像が横たわっている。左側には聖テオドロスがおり、ドラゴンを突き刺している。両者とも高く掲げた片手には、十字架で飾られた槍を握っている。二人とも後光が差しており、同じ様式で、卵型の細長い顔と、真っ直ぐ肩まで垂れた髪をしている。唯一の違いは、聖テオドロスには長く二つに分かれた髭をたくわえている一方、聖ギオルギは伝統的に髭がないことである。

### 磔
聖なる戦士のレリーフの上部には、「磔」のレリーフがある。イエス・キリストの大きな像があり、その両側、十字架の横木の下には、聖母マリアと使徒ヨハネの像が配置されている。両者の頭上には2体の飛翔する天使がいる。十字架自体は珍しく、上部の腕が広がった形をしており、これは角から伸びる2枚の葉で表現されている。
またキリストの磔刑が裸体で描かれている点も珍しい。通常は長いコロビウム（袖なしの外衣）や腰に布を巻いた姿で表現される。これはこの時代の彫刻芸術における新しい様式的な方向性、すなわち人体表現への関心の現れである。キリストのわずかに傾いた頭、使徒ヨハネが頬にあてた手、像の大きく見開かれた目が見せる不安げな視線など、感情を表現する細部も注目に値する。
磔のレリーフの下には、アダムの頭部が大きく彫られている。この頭部の表情は、頭上に描かれたキリストの顔に似せている。ただしキリストとは異なり、アダムは厳しく、凍りついたような表情をしている。アダムの頭部の両側には、2枚の大きなヤシの葉のようなものがあり、アダムの方に傾いている。これはおそらく、救済された「新しいアダム」を表現した像と考えられている（ゴルゴタの丘の麓によく見られる、アダムの頭蓋骨〔原罪と死の象徴〕の構図とは異なる）。

## フレスコ画
建設された当初の聖堂内のフレスコ画に関する記録はほとんど残されていない。アプス（後陣）のコンチ（半ドーム部分）にデイシス（懇願）のイコンが描かれていたことだけが判明している。玉座に座ったキリストが中央に描かれ、左膝の上に福音書を広げ、その右側には聖母マリア、左側には洗礼者ヨハネが配されていた。その他の絵画としては、ディオクレティアヌス帝による聖ギオルギの拷問を描いたフレスコ画があったことが知られている。これらのフレスコ画は、今日では一つも残っていない。